# Идальго (Мичоакан)
Ида́льго (исп. Hidalgo), полное наименование Сьюдад-Идальго (исп. Ciudad Hidalgo) — город и административный центр одноимённого муниципалитета в мексиканском штате Мичоакан. Численность населения, по данным переписи 2010 года, составила 60 542 человека.

## История
Город Идальго был основан Кристобалем де Олидом в 1522 году.

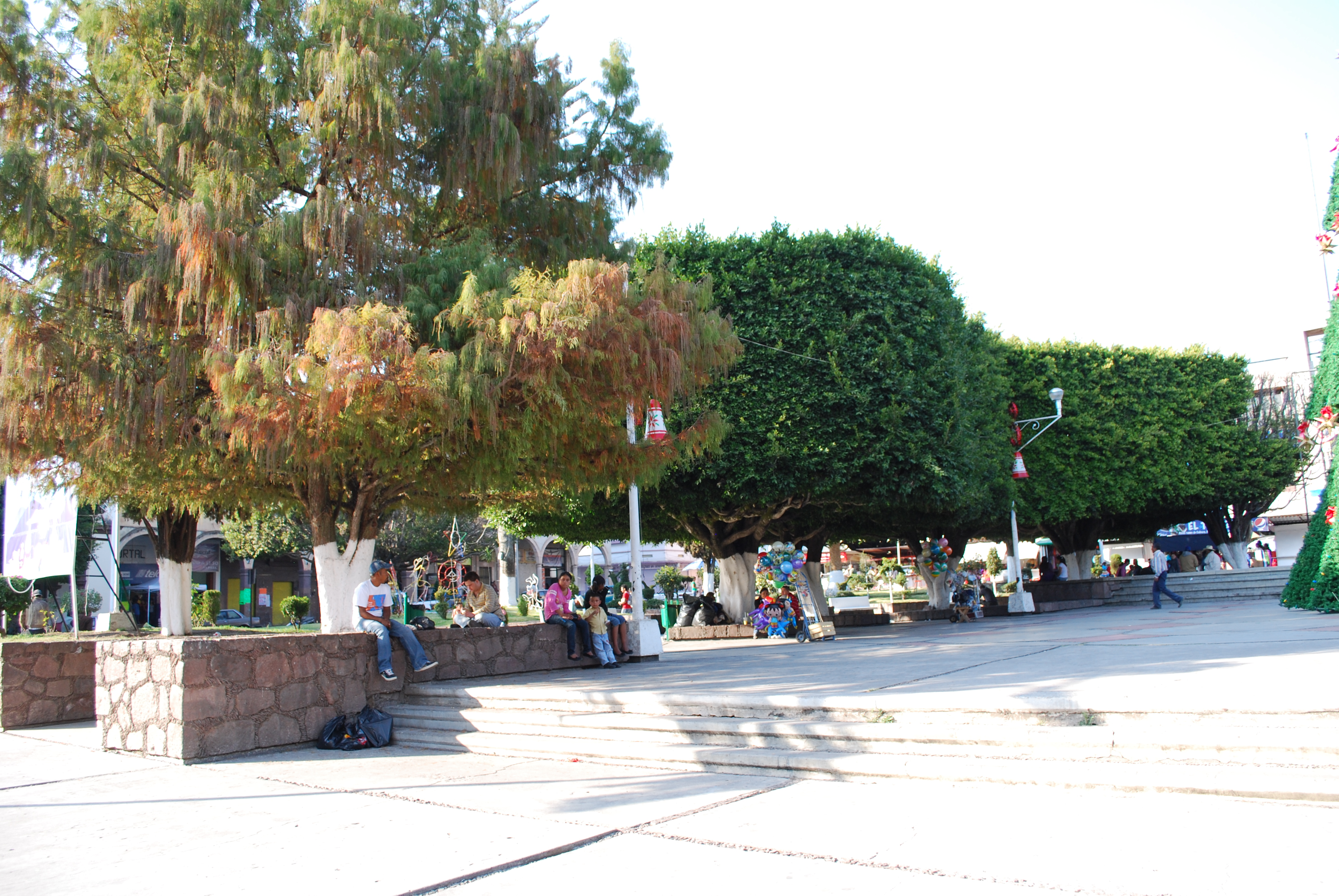
Центральная площадь